# Chiesa di San Zenone Martire (Treviolo)
La chiesa di San Zenone è un luogo di culto cattolico, di Curnasco frazione di Treviolo in provincia e diocesi di Bergamo, fa parte del vicariato di Dalmine-Stezzano, sussidiaria della parrocchiale dei Santi Nazario e Celso.

## Storia
La chiesa dedicata al santo romano martire Zenone, risulta inserita nell'elenco  nota ecclesiarum ordinato da Bernabò Visconti nel 1360, che inventariava tutte le chiese e i monasteri presenti sul territorio bergamasco per poterne indicare i benefici titolari e definire i censi che dovevano essere versati alla chiesa di Roma e alla famiglia Visconti di Milano. Il documento indica che la chiesa faceva parte della pieve di Lellio e recita: […]in plebatu de Lalio […] In ecclesia sancti Zenonis de Bolzanisga est benefitium unum exitimatum in libris I est soldis X […], viene indicato anche il beneficiario con un reddito di 10 lire: […] Jaconus de Capitaneis de Muzo loco Cunonis de Capitaneis de Muzo olim clerici dicte ecclesie.
La località Barzanisga poi Bolzanisga è posta a nord della frazione di Curnasco, nome di origine celtica dal significato zona paludosaì è documentata in atti del 1387 3 1392, qualcuno suppose che era un comune autonomo, cosa mai accertata. Del 1748 è un atto notarile che riguarda un terreno della Misericordia Maggiore di Bergamo, terreni che risultavano a Bosanesga borgo di Curnasco. 
Non si conosce la data di edificazione della chiesa, certa è la sua presenza almeno dal 1555, data incisa sotto il pallio dell'altare maggiore. Del medesimo anno è la visita pastorale del vescovo di Bergamo Vittore Soranzo i cui atti riportano C'è una certa chiesa campestre di San Zenone nella quale c'è un chiericato che tiene il Presbitero Antonio.
La chiesa ricevette la visita pastorale di san Carlo Borromeo arcivescovo di Milano nell'autunno del 1575. Nella seconda metà del Seicento, la chiesa fu restaurata come risulta dagli atti della visita del vescovo Daniele Giustiniani, rappresentato dall'abate Pompilio Pelliccioli vicario generale della diocesi. Negli atti risulta infatti che i lavori di ampliamento erano ancora in opera, ma che la chiesa si riteneva fosse degna e poteva essere benedetta come richiesto dagli allora amministratori. Il 17 novembre del medesimo anno la chiesa ricevette la benedizione e il permesso a poter recitare le funzioni liturgiche, anche se furono imposte alcune ordinanze: 
(Atti della visita di Daniele Giustianiani)
A seguito delle gravi pestilenze, nel 1915, l'allora parroco don Ferdinando Rampinelli, per nome anche dell'amministrazione comunale, chiese al vescovo di Bergamo di poter creare all'interno della chiesa un lazzaretto per poter accogliere e isolare gli appestati probabilmente di quella che poi sarebbe stata chiamata influenza spagnola. Nel 1922 il vescovo Luigi Maria Marelli visitò la chiesa e ne ordino lavori di manutenzione e riparazioni esterne all'edificio.  Nel 1953 furono poste due nuove campane e nella seconda parte del Novecento la chiesa fu oggetto di lavori di manutenzione e mantenimento con la posa del nuovo altare verso il popolo in ossequio all'adeguamento liturgico delle chiese.

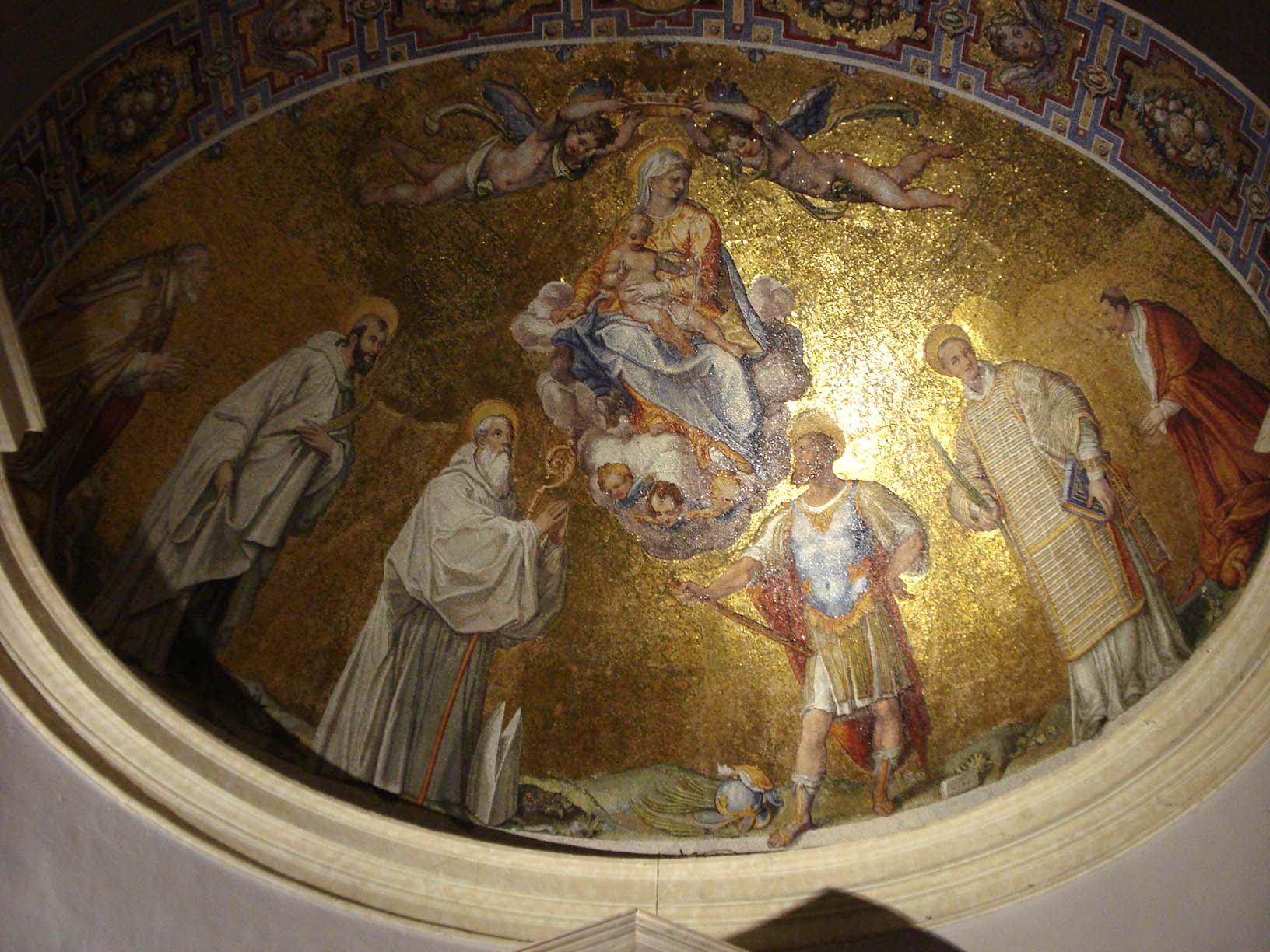
Mosaici del catino absidale della chiesa di Santa Maria Scala Coeli

### Dedicazione a san Zenone
San Zenone di cui ricorre la festa il 9 luglio, è stato un tribuno romano martirizzato verso il 298 durante le persecuzioni di Diocleziano con i suoi compagni. L'indicazione risalirebbe al Martirologio Romano di san Carlo Borromeo pubblicato nel 1586. Il documento non riporta ulteriori informazioni se non che questo prese le medesime dagli Atti di S. Marcello papa che, testimone degli aventi aveva scritto nel 308-309. Il martirio del santo sarebbe avvenuto fuori le mura di Roma in località Aquas Salvias, le Tre Fontane. Si tratta del martirio di soldati che prima furono condannati ai lavori forzati fino al 305 e poi martirizzati, il numero però fu sicuramente molto alto. Il martirio avvenne sul luogo dove fu edificata la chiesa di Santa Maria Scala Coeli.  A Curnasco il santo è oggetto di antica devozione ed è considerato patrono dei soldati e dei bambini che iniziano a camminare, e attestata già dal 1360. Tra i dipinti votiti quello dedicato al santo più antico risale al 1667, e quello più moderno è del 7 maggio 1897 ispirato al ritorno di un soldato dalla battaglia di Abba Garima, ma ritenuto morto. La chiesa però non ha mai avuto le reliquie del santo, e il 24 febbraio 1936 l'allora vescovo don Stefano Personeni mandò la richiesta alla chiesa Roma della Tre fontane. La richiesta fu rinnovata nel 1952 e fu esaudita: i monaci cistercensi dell'abbazia romana mandarono una reliquia del santo posta in un reliquiario d'argento lavorato da Guarinoni di Bergamo.

## Descrizione

### Esterno
L'edificio di culto è posto decentrato dall'antico centro abitato con il fronte principale a capanna a due falde. Il portale in pietra è posto nella parte centrale e lateralmente vi sono due aperture con contorno in pietra e complete di inferriate. La parte superiore ospita i medesimi elementi, con tre aperture complete di contorni in pietra ma tamponate e affrescate con le immagini molto ammalorate, dei santi Zenone a destra, centrale Cristo Re e a sinistra san Filippo neri.

### Interno
L'interno a unica navata è molto semplice. Le pareti laterali ospitano due affreschi raffiguranti il Martirio di san Zenone e dei suoi compagni lavoro di autore ignoto risalenti al Cinquecento. Due finestre strombate di raccordo con il cornicione e la volta a botte illuminano la navata.
La zona presbiteriale è anticipata dall'arco trionfale, di larghezza inferiore rispetto all'aula, con la pavimentazione in cotto e il soffitto a volta a botte, dove vi è il dipinto a fresco raffigurante la Madonna assunta. L'arco ospita tre affreschi risalenti al XVI secolo raffiguranti Dio Padre centrale e a fianco l'angelo annunziante a sinistra e la Madonna a destra. La parete del coro piatta ha l'affresco della Crocifissione. I due dipinti conservati nella pareti laterali sono di autore ignoto.